# تشيني (أوكلاهوما)
تشيني (بالإنجليزية: Cheyenne, Oklahoma)‏ هي بلدة أمريكية تقع في الولايات المتحدة في مقاطعة روجر ميلز. يقدر عدد سكانها بـ 801 نسمة ومساحتها 2.6 كم2 ووترتفع عن سطح البحر 600 متر.

## أعلام
- فرانك لوكاس